# Convention Centre Dublin
Cet article possède un paronyme, voir Convention de Dublin.
Le Convention Centre Dublin (CCD) est un bâtiment des Dublin Docklands (en) près de la Liffey, à Dublin en Irlande.
Ouvert en septembre 2010, il est l'œuvre de l'architecte américano-irlandais Kevin Roche.

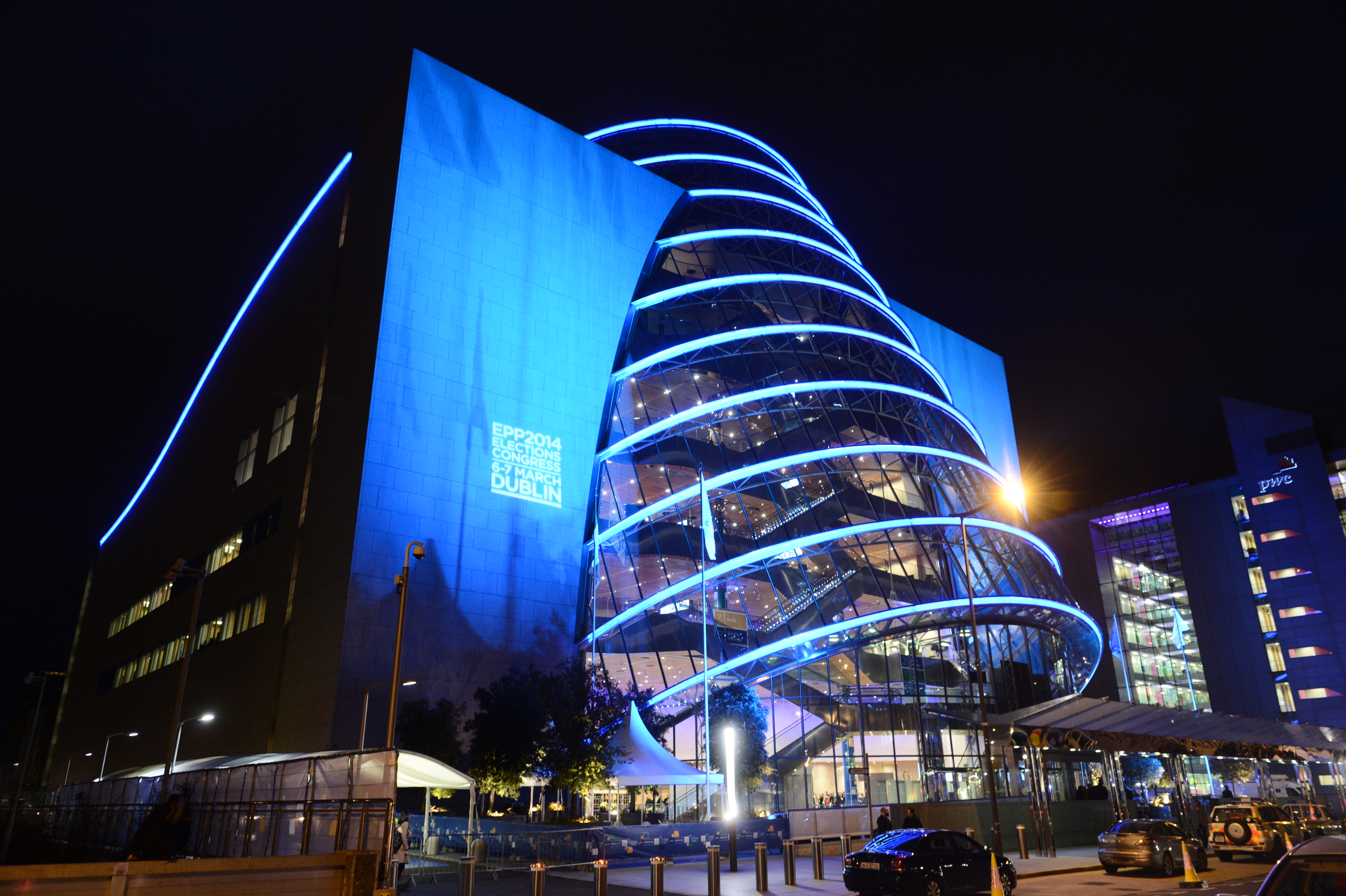
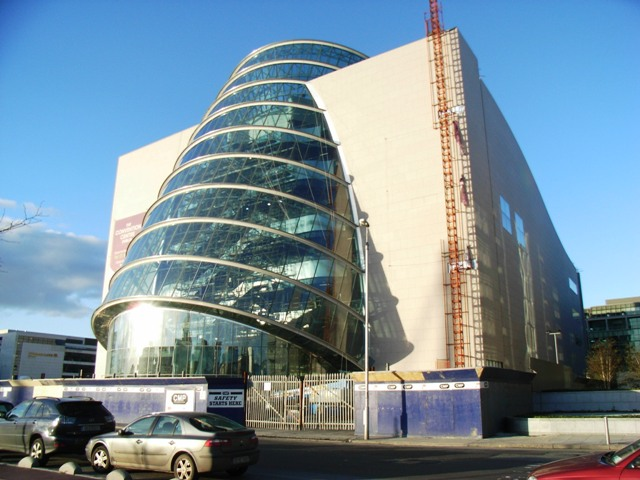
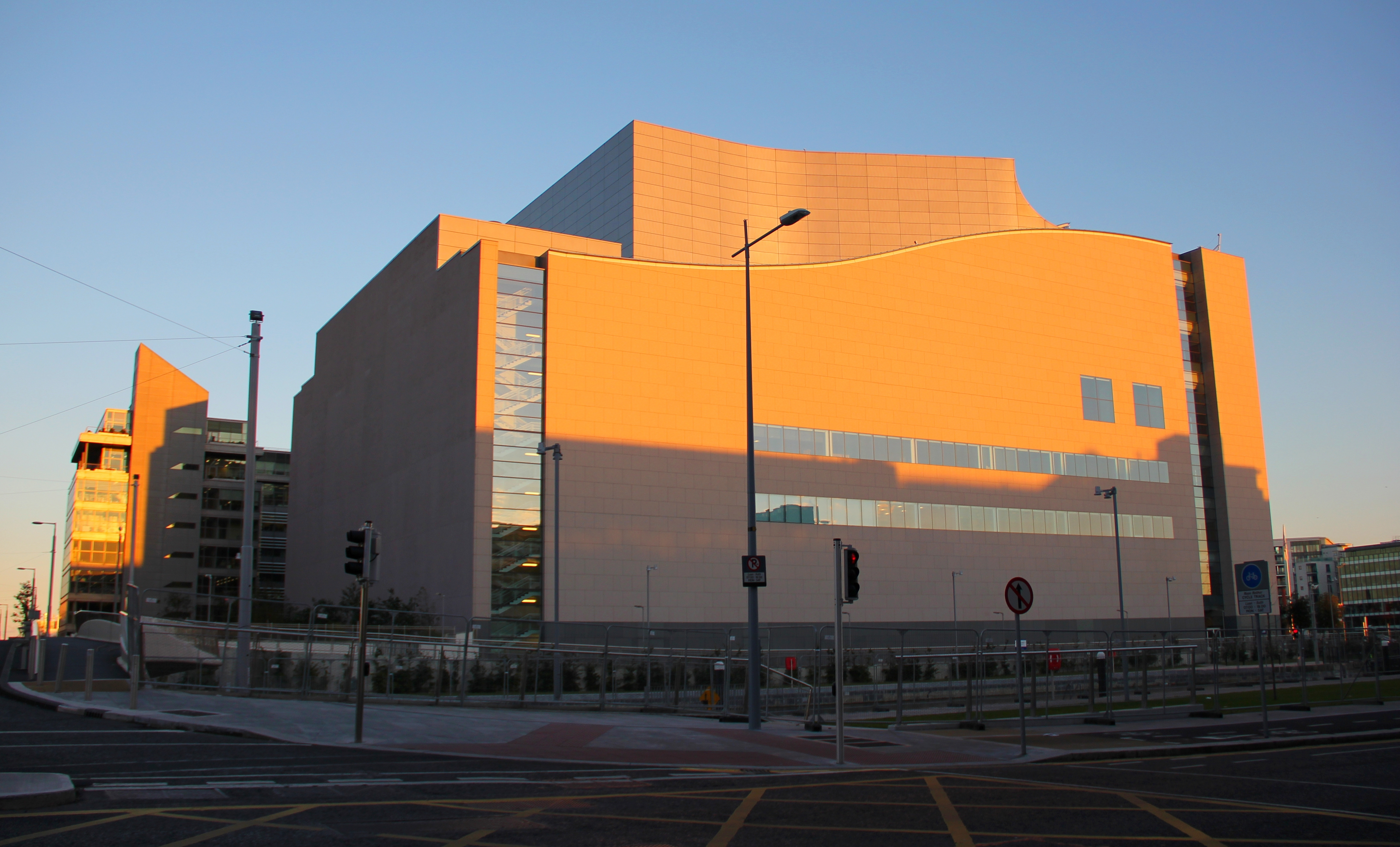
Arrière du bâtiment.
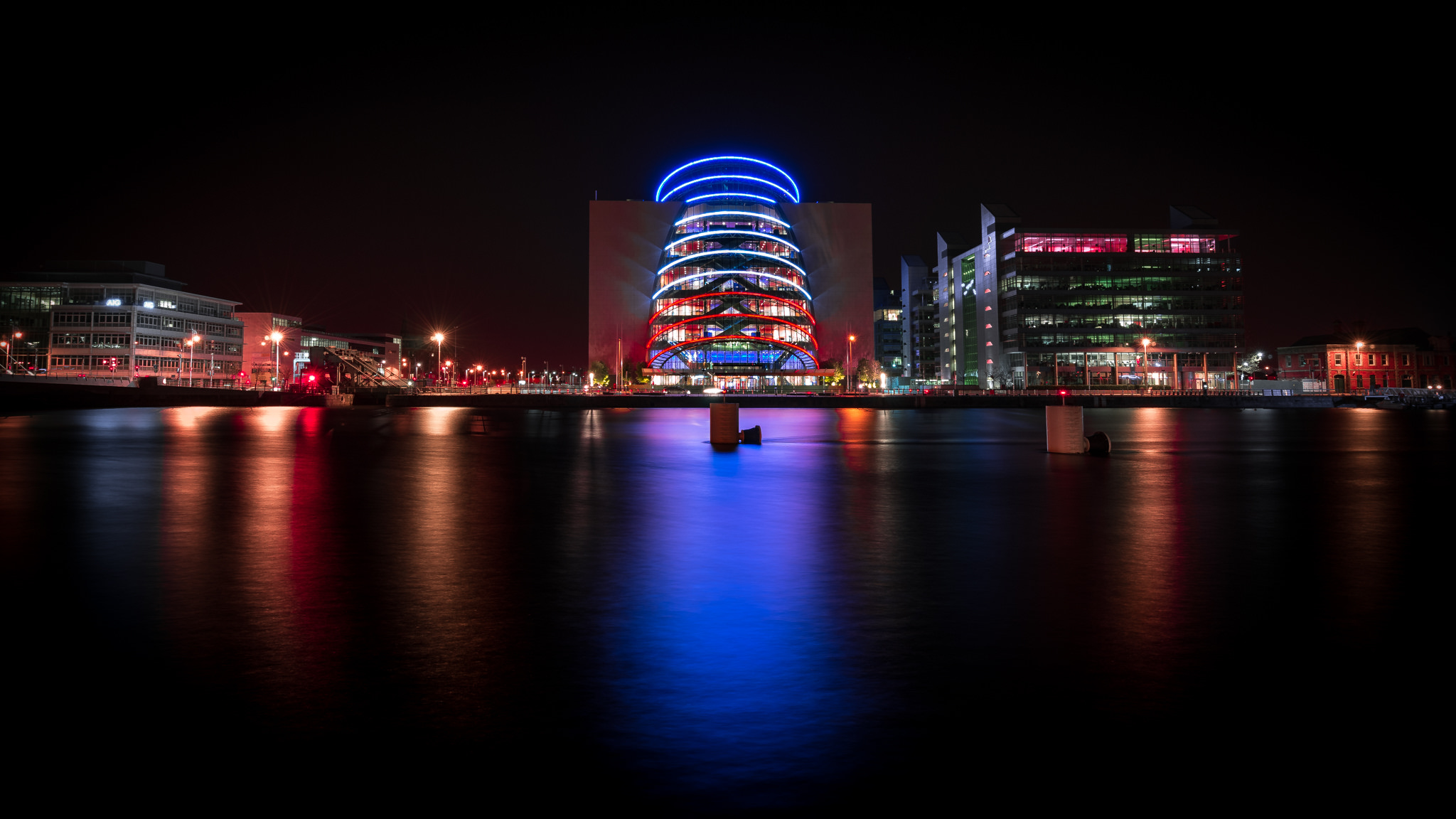
Avec les couleurs de la France à la suite des attentats du 13 novembre 2015 en Île-de-France.